# Shimazu Tadayoshi (2º)
Shimazu Tadayoshi (22 de maio de 1840 – 26 de dezembro de 1897) foi um damiô japonês do final do período Edo, que governou o domínio Satsuma como seu 11º, e último, senhor. Durante seu mandato, o poder político em Satsuma foi realizada pelo seu pai, Hisamitsu.

## Casamentos, Filhos e Descendência
- Esposa: Teruko, ela morreu no parto no ano de 1869
  - União gerou uma filha
- Segunda mulher: Ato, ela morreu no parto no ano de 1879
  - União gerou um filho
- Terceira esposa: Sumiko, ela morreu em 1886
- Concubina: Sumako Yamazaki, 1850-1927
  - União gerou doze crianças, incluindo: 
    - Chikako Shimazu {1879-1956}-esposa do Príncipe Kuni Kuniyoshi, os dois vieram ser avós do atual Imperador do Japão Akihito e de boa parte da atual família imperial japonesa
    - Naoko Shimazu, ela casou-se com Tokugawa Iemasa
- Concubina: Ku Hishikari, ela morreu de 1960
  - União gerou 5 crianças